# 麻田站 (咸镜南道)
麻田站（韓語：마전역）是朝鮮民主主義人民共和國咸鏡南道咸兴市兴南区域麻田里的一個鐵路車站，属于平罗线。

## 邻近车站
平罗线
西湖站 - 麻田站 - 新中站